# ティルネルヴェーリ県

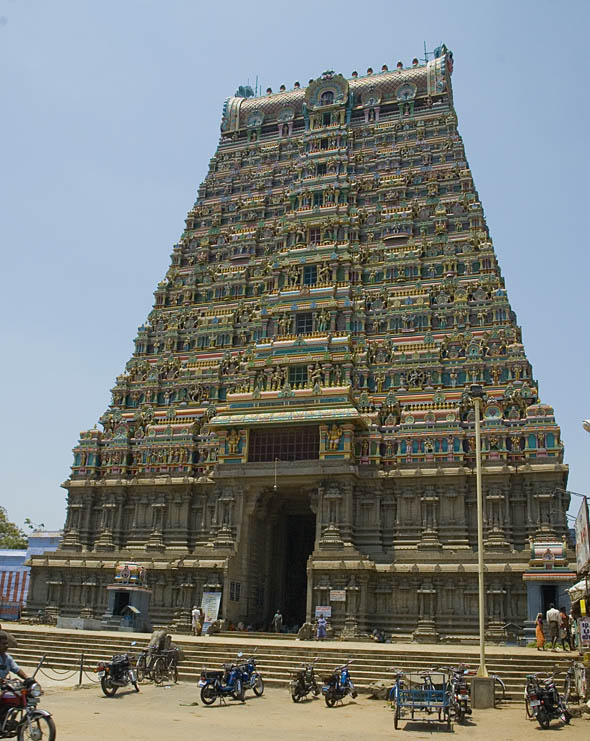
テンカーシ寺院

ティルネルヴェーリ県（திருநெல்வேலி மாவட்டம் ; Tirunelveli district）は、インド南部のタミル・ナードゥ州に属する30の県の一つ。県庁所在地はティルネルヴェーリ。

## 概要
2001年の国勢調査では、面積6810平方キロメートル、人口272万3988人、人口密度は400人/km2。
北はヴィルドゥナガル県、東はトゥーットゥックディ県、南西はカンニヤークマリ県に接し、西はケーララ州、南はインド洋である。
県の中部にターミラパラニ川（தாமிரபரணி ஆறு）が流れる。

## 歴史
古くはパーンディヤ朝の首都であった。詳細はティルネルヴェーリを参照。
1801年にイギリスがアルコットのナワーブから譲り受け、ティルネルヴェーリ県が発足した。当初の県都はパーライヤンコーッタイで、パーライヤッカーラルに備えた軍事基地と県庁が置かれた。イギリス領インド帝国マドラス管区時代までは、ティンネヴェッリ県（Tinnevelly district）という英語名が正式名称であった。その後、マドラス州に所属し、さらに1968年にタミル・ナードゥ州発足に伴い、その所属となる。
しかし本県は、1986年にチダンバラナール県とネッライ・カッタボンマン県に分かれて一旦消滅する。その後、ネッライ・カッタポンマン県はティルネルヴェーリ・カッタボンマン県に、さらに1996年に改称してティルネルヴェーリ県となって、現在に至っているものである。

## 行政区分

### 郡
ティルネルヴェーリ県は、以下の11の郡（タミル語 வட்டம் 「円」 ; 英訳 taluk）に区分けされている。
- サンカランコーイル郡（சங்கரன்கோயில் ;Gandhi nager 2nd Street, Sankarankovil）
- シヴァギリ郡（சிவகிரி ; Sivagiri）
- パーライヤンコーッタイ郡（பாளையங்கோட்டை ; Palayamkottai）
- ティルネルヴェーリ郡（திருநெல்வேலி ; Tirunelveli）
- アーランクラム郡（ஆலங்குளம் ; Alangulam）
- ヴィーラケーラランブドゥール郡（வீரகேரளம்புதூர் ; Veerakeralamputhur）
- テンカーシ郡（தென்காசி ; Thenkasi）
- センコーッタイ郡（செங்கோட்டை ; Shenkottai）
- アンバーサムッティラム郡（அம்பாசமுத்திரம் ; Ambasamuthiram）
- ナーングネーリ郡（நாங்குனேரி ; Nanguneri）
- ラーダープラム郡（இராதாபுரம் ; Radhapuram）

### 区
ティルネルヴェーリ県は、以下の19の区（英訳 block）に区分けされている。
- クルヴィックラム区（குருவிக்குளம் ; Kuruvikulam）
- サンカランコーイル区（சங்கரன்கோயில் ; Sankarankovil）
- ヴァースデーヴァナッルール区（வாசுதேவநல்லூர் ; Vasudevanallur）
- メール・ニーリタナッルール区（மேல் நீலிதநல்லூர் ; Melaneelithanalloor）
- パーライヤンコーッタイ区（பாளையங்கோட்டை ; Palayamkottai）
- マヌール区（மனூர் ; Manur）
- アーランクラム区（ஆலங்குளம் ; Alangulam）
- カダイヤナッルール区（கடையநல்லூர் ; Kadayanallur）
- センコーッタイ区（செங்கோட்டை ; Shenkottai）
- キーリャパヴール区（கீழபவூர் ; Keelapavoor）？
- テンカーシ区（தென்காசி ; Thenkasi）
- パッパックディ区（பப்பக்குடி ; Pappakudi）？
- カーダーヤム区（காடாயம் ; Kadayam）？
- チェーランマーデーヴィ区（சேரன்மாதேவி ; Chenamahadevi）
- アンバーサムッティラム区（அம்பாசமுத்திரம் ; Ambasamuthiram）
- ナーングネーリ区（நாங்குனேரி ; Nanguneri）
- カラッカードゥ区（களக்காடு ; Kalakkadu）
- ラーダープラム区（இராதாபுரம் ; Radhapuram）
- ヴァッリユール区（வள்ளியூர் ; Vallioor）